# August Ludwig von Schlözer
August Ludwig von Schlözer (rusky Август Людвиг Шлёцер; 5. července 1735 Gaggstatt, dnes část města Kirchberg an der Jagst – 9. září 1809 Göttingen) byl německý historik působící mimo jiné v Rusku.
Před příchodem do Ruska, kam byl pozván Müllerem, působil Schlözer na univerzitě v Göttingenu a vynikal zde v biblické kritice. V Rusku navázal na hypotézy o normanské teorii, které zde vznesli Müller a před ním Bayer a ujal se složitého úkolu interpretace pramenů, zejména letopisných. Vysoce hodnotil staroruské písemnictví a zdůrazňoval nesmírnou náročnost úkolu „tento neuspořádaný archív“ probádat. Jeho prvním počinem bylo studium Povesti vremennych let, na němž předvedl formální vzor pramenné kritiky.
Po třicetiletém studiu vydal své stěžejní dílo Nestor Russische Annalen (5 dílů – nedokončeno, 1802–1809), které představuje zásadní vyjádření normanské teorie opřené o důkladnou analýzu a kritiku pramenů. Jistým problémem bylo, že tzv. Vyprávění o pozvání knížat považoval za reálné vysvětlení vzniku kyjevského státu a nepostřehl smysl změn dvou dalších redakcí Povesti.
Je jedním ze zakladatelů vědecké ugrofinistiky. Vydal Fischerovy Qvæstiones Petropolitanæ (1770) a ve svých univerzitních přednáškách se zabýval příbuzností ugrofinských jazyků vyjádřenou nejen ve srovnání lexikálním, nýbrž také morfologickém a dějinami ugrofinských národů. Schlözer byl tím, kdo přivedl maďarského vědce Sámuela Gyarmathiho k ugrofinistice a Gyarmathi s ním konzultoval své opus magnum Affinitas linguae hungaricae cum linguis Fennicae originis grammatice demonstrata vydané v roce 1799.
Jeho dcera Dorothea Schlözerová (1770–1825) byla první německou ženou, která získala doktorát filozofie (1798).